# The Caves of Androzani
A The Caves of Androzani a Doctor Who sorozat 135. része, amit 1984. március 8–a március 16-a között adtak négy epizódban.
Ebben a részben váltotta fel Colin Baker, Peter Davidson-t, a Doktor szerepében.
2009-ben a rajongók a sorozat legjobb történetének szavazták meg.

## Epizódlista
| Epizódok sorszáma | Bemutató napja    | Hossza | Nézők száma (millió) |
| ----------------- | ----------------- | ------ | -------------------- |
| 1.                | 1984. március 8.  | 24:33  | 6,9                  |
| 2.                | 1984. március 9.  | 25:00  | 6,6                  |
| 3.                | 1984. március 15. | 24:36  | 7,8                  |
| 4.                | 1984. március 16. | 25:37  | 7,8                  |

## Könyvkiadás
A könyvváltozatát 1985. február 14-én adta ki a Target könyvkiadó. Írta Terrance Dicks.

## Otthoni kiadás
- VHS-en 1992 januárjában jelent meg.
- DVD-n 2001. június 18-án jelent meg.

### Fordítás
- Ez a szócikk részben vagy egészben  a   The Caves of Androzani című angol Wikipédia-szócikk fordításán alapul.  Az eredeti cikk szerkesztőit annak laptörténete sorolja fel. Ez a jelzés csupán a megfogalmazás eredetét és a szerzői jogokat jelzi, nem szolgál a cikkben szereplő információk forrásmegjelöléseként.